# アヴィグドル・ダガン

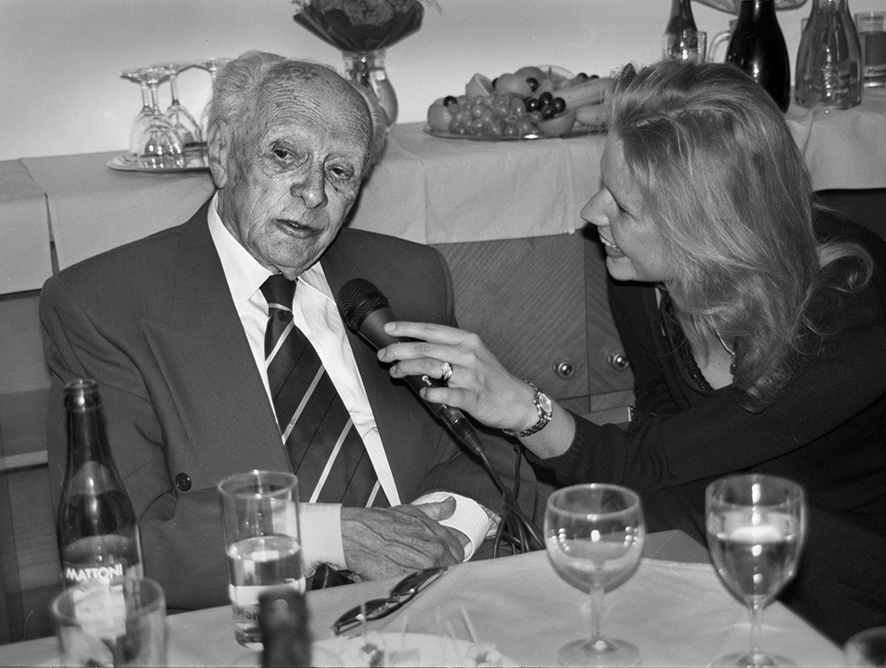
アヴィグドル・ダガン

アヴィグドル・ダガン（Avigdor Dagan, 1912年6月30日 フラデツ・クラーロヴェー - 2006年5月28日 エルサレム ）は、チェコ出身のイスラエルの作家。もとの名前はヴィクトル・フィシュル（Viktor Fischl）。
カレル大学法学部を卒業し、外交官になる。1936年、ナチスを避けイギリス（ロンドン）に出国。終戦後に帰国するが、1948年クーデターによりイスラエルに出国、現在の名前に改名。
1950年代半ば、駐日イスラエル公使館で臨時代理公使を務めたことがある。
外交官と作家を兼ねたが、1977年以降は作家活動にのみ没頭。
詩人として出発し、のちに短編作家として知られるようになった。作品は1990年代にチェコにおいて（ほかの地域と比べ）最も多く出版された。

## 作品・文献案内
- 「鶏鳴」　1975年
- 「人形時計」　1982年
- 「宮廷の道化師たち」　1990年
『宮廷の道化師たち』（千野栄一・姫野悦子 訳 / 集英社 / ISBN 4-08-773350-5 / 2001年9月）
- 「エルサレムのカフカ」　1996年
- 「古いシルクハットから出た話」　1998年
『古いシルクハットから出た話」（阿部賢一他訳／成文社／ISBN 4-91-573063-8／2008年1月）